# Poggio Catino
Poggio Catino är en ort och kommun i provinsen Rieti i regionen Lazio, Italien. Kommunen hade 1 272 invånare (2018).
I kommunen finns, förutom huvudorten Poggio Catino, även byn Catino som är en frazione (kommundel).